# Scinax tigrinus
Scinax tigrinus es una especie de anfibio anuro de la familia Hylidae.

## Distribución geográfica
Esta especie es endémica de Brasil. Se encuentra en Cerrado en Cabeceira Grande en Minas Gerais y en Jaraguá y Santo Antônio do Descoberto en Goiás.

## Publicación original
- Nunes, Carvalho & Pereira, 2010: A new species of Scinax Wagler (Anura: Hylidae) from Cerrado of Brazil. Zootaxa, n.º 2514, p. 24–34.[3]